# Amphistigma watsonae
Amphistigma watsonae is een slangster uit de familie Amphiuridae.
De wetenschappelijke naam van de soort werd in 1979 gepubliceerd door Alan N. Baker.